# التهاب الغدة النكفية الهوائي

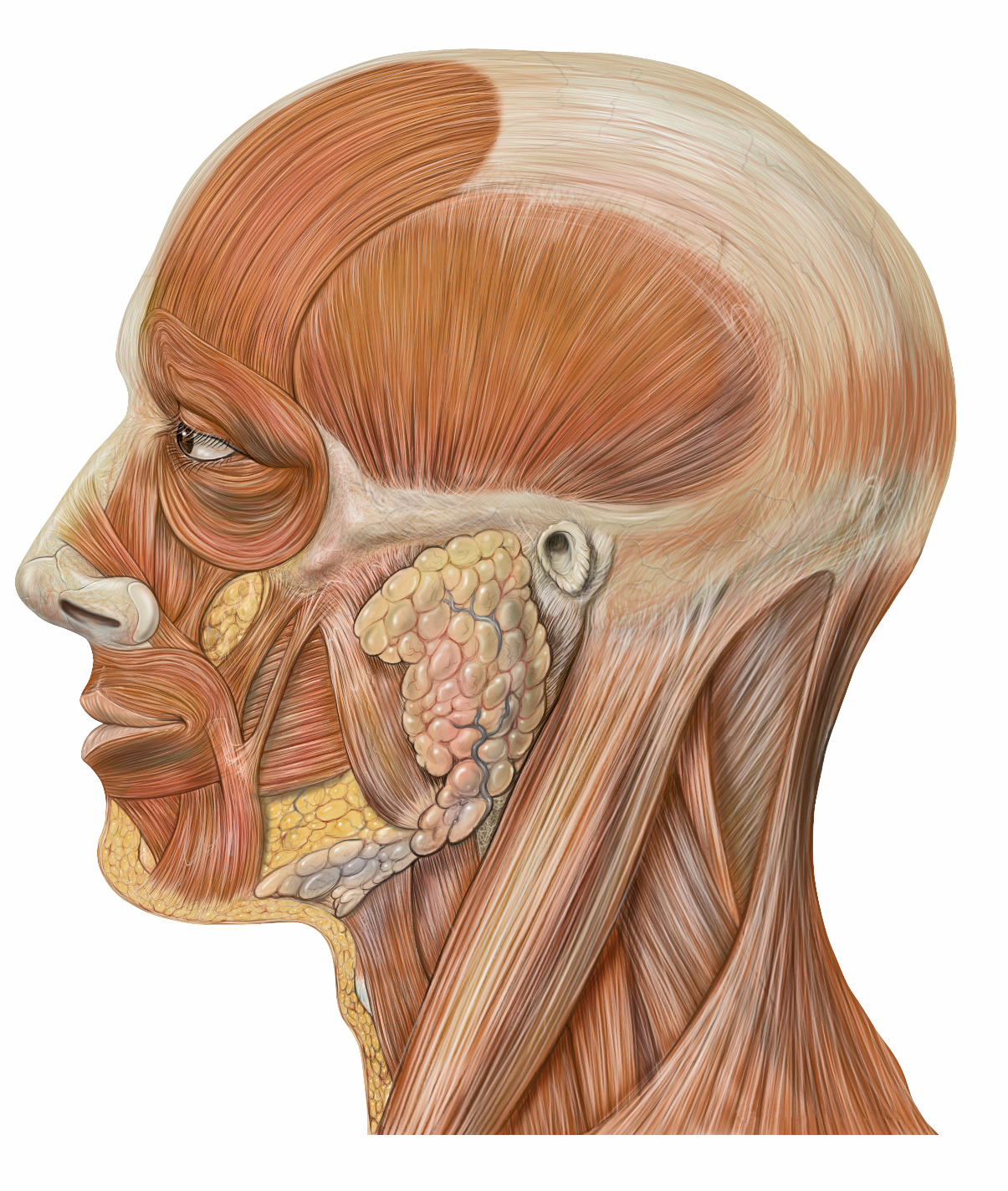
الغدد اللعابية بما فيهم الغدة النكفية في الكنتصف

التهاب الغدة النكفية الهوائي (والذي يسمى أيضًا التهاب الغدة اللعابية الهوائي، أوالنكاف الجراحي، أو النكاف التخديري) هو سبب نادر لالتهاب الغدة النكفية والذي يحدث عندما يدخل الهواء من خلال قناة الفدة النكفية (قناة ستنسون) مما يؤدي إلى تضخم القناة.

## العلامات والأعراض
يتغير حجم التورم، ولكنه عادةً ما يكون ناعمًا ويمكن أن يحدث على جانب واحد أو كلا الجانبين. وعادة ما تكون غير مؤلمة، على الرغم من وجود الألم في بعض الأحيان. وعادةً ما يزول الأم على مدى دقائق إلى ساعات، ولكن في بعض الأحيان قد يستملا لأيام. يمكن أن تكون الحالة عابرة أو متكررة.

## الأسباب
يرجع السبب في ذلك إلى ارتفاع ضغط الهواء في الفم.

## التشخيص والعلاج
غالبًا ما يتم تشخيص التهاب الغدة النكفية بشكل خاطئ، كما يتم علاجه بشكل غير صحيح. ويستند التشخيص بشكل رئيسي على التاريخ المرضي للحالة. قد يتم يشعر الطبيب بتحرك المفصل عند ملامسة الغدة النكفية المتورمة، وقد يؤدي تدليك الغدة إلى ظهور اللعاب الرقيق أو فقاعات من الهواء. لا يتطلب الأمر إجراء المزيد من الفحوصات، إلا أن التصوير بالأشعة فوق الصوتية والموجات فوق الصوتية والتصوير المقطعي المحوسب قد تظهر جميعها فقاعات الهواء في الغدة النكفية والقناة.
ينم العلاج ببساطة عن طريق تجنب تكريك الفك مما يؤدى إلى زيادة الضغط داخل الفم مما يؤدي إلى تفاقم حالة.

## التنبؤ
قد يؤدي التهاب الغدة النكفية الهوائي المتكرر إلى ضيق قناة الغدة اللعابية، وتكون انتفاخ هوائي تحت الجلد في منطقة الوجه والرقبة، والمنصف، وربما استرواح الصدر.

## الإحصاءات الوبائية
الحالة نادرة. [5] ومن المرجح أن تحدث في الأشخاص الذين يستخدمون الفم بانتظام، على سبيل المثال لاعبي آلات النفخ الموسيقية والبالون والمناجم الزجاجية. كما تم الإبلاغ عن حدوث مثل تلك الحالات في عمال نفخ الإطارات الهوائية، والصفير، ومرضى السعال ومناورة فالسالفا لمسح الأذنين. يمكن أن تنشأ كمشكلة علاجية المنشأ أثناء بعض تدابير علاج الأسنان، أو قياس التنفس، وتهوية الضغط الإيجابي. وبصرف النظر عن هذه العوامل، تحدث تلك الحالات بشكل رئيسي في المراهقين، وغالبا ما تكون ذاتية المنشأ بسبب بعض المشاكل النفسية.